# Joe Skipper
Joe Skipper (25 de marzo de 1988) es un deportista británico que compite en triatlón. Ganó una medalla de bronce en el Campeonato Mundial de Triatlón de Larga Distancia de 2015, y una medalla de oro en el Campeonato Europeo de Triatlón de Larga Distancia de 2017.

## Palmarés internacional
| Campeonato Mundial | Campeonato Mundial    | Campeonato Mundial | Campeonato Mundial |
| Año                | Lugar                 | Medalla            | Prueba             |
| ------------------ | --------------------- | ------------------ | ------------------ |
| 2015               | Motala (Suecia)       | Medalla de bronce  | Individual         |
| Campeonato Europeo |                       |                    |                    |
| Año                | Lugar                 | Medalla            | Prueba             |
| 2017               | Almere (Países Bajos) | Medalla de oro     | Individual         |